# رعاية ملطفة
الرعاية المُلطِّفة أو الرعاية المُخففة (بالإنجليزية: Palliative Care)‏ هي إحدى مجالات الرعاية الطبية التي تركز على تخفيف ومنع المعاناة التي يعاني منها المرضى، وهي نهج رعاية طبية متعدد التخصصات يهدف إلى تحسين نوعية الحياة وتخفيف المعاناة بين الأشخاص الذين يعانون من مرض خطير ومعقد. ضمن الأدبيات المنشورة، توجد العديد من التعريفات للرعاية الملطفة؛ وعلى الأخص، تصف منظمة الصحة العالمية الرعاية الملطفة بأنها «نهج يحسن نوعية حياة المرضى وأسرهم الذين يواجهون المشاكل المرتبطة بالأمراض المهددة للحياة، من خلال الوقاية وتخفيف المعاناة عن طريق التعرف المبكر والتقييم الخالي من العيوب. ومعالجة الآلام وغيرها من المشاكل الجسدية والنفسية والاجتماعية والروحية». في الماضي، كانت الرعاية الملطفة نهجًا خاصًا بالمرض، ولكن اليوم تتخذ منظمة الصحة العالمية نهجًا أكثر اتساعًا، وهو أنه يجب تطبيق مبادئ الرعاية الملطفة في أقرب وقت ممكن على أي مرض مزمن وقاتل.
الرعاية الملطفة مناسبة للأفراد الذين يعانون من أمراض خطيرة عبر النطاق العمري ويمكن توفيرها كهدف رئيسي للرعاية أو مع الرعاية العلاجية. ويستخدم العلاج التلطيفي طريقة متعددة التخصصات من أجل الرعاية بالمرضى، من خلال الاعتماد على المدخلات التي يُقدّمها الأطباء والممرضون والمعالجون المهنيون والفيزيائيون وعلماء النفس والأخصائيون الاجتماعيون ورجال الدين وأخصائيو التغذية وغيرهم من محترفي الصحة من أجل وضع خطة رعاية لتخفيف المعاناة في كل مجالات حياة المريض. وهذه الطريقة متعددة التخصصات تسمح لفريق الرعاية الملطفة بالتعامل مع الأمور الجسدية والعاطفية والروحانية والاجتماعية التي تظهر مع تقدم المرض. يمكن توفير الرعاية الملطفة في مجموعة متنوعة من السياقات بما في ذلك المستشفيات والعيادات الخارجية وعيادات التمريض والإعدادات المنزلية. على الرغم من كونها جزءًا مهمًا من رعاية نهاية العمر، إلا أن الرعاية الملطفة لا تقتصر على الأفراد قرب نهاية الحياة.
يُذكر إن الأدوية والعلاجات لها تأثير تلطيفي إذا كانت تخفف الأعراض بدون أن يكون لها أي تأثير علاجي على المرض أو السبب الأساسي للأعراض. ويمكن أن يشتمل ذلك على علاج الغثيان المتعلق بالعلاج الكيميائي أو أي شيء بسيط مثل المورفين من أجل علاج كسر الساق أو الإيبوبروفين من أجل علاج الألم الناجم عن الإنفلونزا.
رغم أن مفهوم الرعاية الملطفة ليس جديدًا، إلا أن معظم الأطباء ركزوا على علاج المرضى بشكل تقليدي. وكان يُنْظرُ إلى العلاجات المستخدمة للتخفيف من الأعراض على أنها خطرة لأنها تدعو إلى الإدمان وغير ذلك من الآثار الجانبية غير المرغوب فيها.
تدعم الأدلة فعالية نهج الرعاية الملطفة في تحسين نوعية حياة المريض.
ينصبُّ التركيز الرئيسي للرعاية الملطفة على تحسين نوعية حياة المصابين بأمراض مزمنة. عادة ما تُقدّم الرعاية الملطفة في نهاية الحياة، ولكن يمكن أن تكون لمريض في أي عمر.
وقد تزايد التركيز على جودة حياة المريض بشكل كبير أثناء السنوات العشرين الأخيرة. واليوم، في الولايات المتحدة، توفر الكثير من المستشفيات برنامجًا للرعاية الملطفة، وتدور كل التطويرات الحديثة نسبيًا حول مفهوم فرق الرعاية الصحية المخصصة بما يهدف بشكل كامل إلى تحقيق الرعاية الملطفة.

## نطاق
الهدف العام للرعاية الملطفة هو تحسين نوعية حياة الأفراد الذين يعانون من مرض خطير، أي حالة تهدد الحياة والتي إما أن تقلل من وظيفة الفرد اليومية أو نوعية الحياة أو تزيد من عبء مقدم الرعاية، من خلال إدارة الألم والأعراض، وتحديد ودعم مقدم الرعاية الاحتياجات وتنسيق الرعاية. يمكن تقديم الرعاية الملطفة في أي مرحلة من مراحل المرض مع العلاجات الأخرى بقصد إطالة العمر ولا يقتصر على الأشخاص الذين يتلقون رعاية نهاية الحياة. تاريخياً، كانت خدمات الرعاية الملطفة تركز على الأفراد المصابين بسرطانٍ عضال، والآن تُقدّم الرعاية الملطفة لمن يُعانون من أمراض أخرى، مثل قصور القلب الحاد ومرض الانسداد الرئوي المزمن والتصلب المتعدد والحالات العصبية التنكسية الأخرى.
يمكن بدء الرعاية الملطفة في مجموعة متنوعة من إعدادات الرعاية، بما في ذلك غرف الطوارئ والمستشفيات ومرافق الضيافة أو في المنزل. بالنسبة لبعض الأمراض الشديدة، توصي المنظمات الطبية المتخصصة ببدء الرعاية الملطفة في وقت التشخيص أو لن تؤدي الخيارات الموجهة للمرض إلى تحسين مسار المريض. على سبيل المثال، توصي الجمعية الأمريكية لعلم الأورام السريرية بأنه «يجب إحالة المرضى المصابين بالسرطان المتقدم إلى فرق الرعاية الملطفة متعددة التخصصات التي تقدم رعاية المرضى الداخليين والخارجيين في وقت مبكر من مسار المرض، إلى جانب العلاج الفعال للمرض الذي أصببوا به (السرطان)» في غضون ثمانية أسابيع من التشخيص.
يعمل إشراك مقدمي الرعاية الملطفة بشكل مناسب كجزء من رعاية المرضى على تحسين التحكم في الأعراض بشكل عام ونوعية الحياة ورضا الأسرة عن الرعاية مع تقليل التكاليف الإجمالية للرعاية الصحية.

### الرعاية الملطفة مقابل رعاية المسنين
يختلف التمييز بين الرعاية الملطفة والضيافة اعتمادًا على السياق العالمي.
في الولايات المتحدة، تشترك خدمات المستشفيات وبرامج الرعاية الملطفة في أهداف مماثلة لتخفيف الأعراض غير السارة، والسيطرة على الألم، وتحسين الراحة، ومعالجة الضائقة النفسية. تركز رعاية المسنين على الراحة والدعم النفسي ولا يتم متابعة العلاجات العلاجية. بموجب ميزة ميديكير هوسبيس بينفيت، يمكن للأفراد المعتمدين من قبل طبيبين أن يكون لديهم أقل من ستة أشهر للعيش (على افتراض دورة تدريبية نموذجية) يُمكن لهم الوصول إلى خدمات المستشفيات المتخصصة من خلال برامج التأمين المختلفة (ميديكير وميدك آيد ومعظم منظمات الصيانة الصحية وشركات التأمين الخاصة). لا يُستغنى عن خدمات مستشفى الحالات النهائية للشخص إذا كان هذا الشخص يعيش بعد ستة أشهر.
خارج الولايات المتحدة، يشير مصطلح مستشفى الحالات النهائية عادة إلى مبنى أو مؤسسة متخصصة في الرعاية الملطفة. توفر هذه المؤسسات الرعاية للمرضى الذين يعانون من نهاية العمر واحتياجات الرعاية الملطفة. في اللغة العامية المشتركة خارج الولايات المتحدة، تعتبر رعاية مستشفى الحالات النهائية والرعاية الملطفة مترادفة ولا تتوقف على طرق التمويل المختلفة.
أكثر من 40% من جميع المرضى الذين يموتون في أمريكا يخضعون حاليًا للرعاية. معظم رعاية المسنين تحدث في بيئة منزلية خلال الأسابيع أو الأشهر الأخيرة من حياتهم. ويعتقد 86.6% من هؤلاء المرضى أن رعايتهم «ممتازة». فلسفة هوسبيس هي أن الموت جزء من الحياة، لذا فهو شخصي وفريد. يتم تشجيع مقدمي الرعاية على مناقشة الموت مع المرضى وتشجيع الاستكشاف الروحي (إذا رغبوا في ذلك).

## تاريخ الرعاية الملطفة في الولايات المتحدة
مجال الرعاية الملطفة انبثق من حركة مستشفى الحالات النهائية، الذي يرتبط عادة مع السيدة سيسيلي سوندرز، التي أسست دار العجزة سانت كريستوفر في عام 1967، وإليزابيث كوبلر روس التي نشرت عملها «عن الموت والوفاة» عام 1969. في عام 1973 بلفور ماونت، طبيب مسالك بولية مطلع على الفكرة. صاغ عمل سوندرز وكوبلر روس وابتكر مصطلح «الرعاية الملطفة» وأنشأ أول جناح للرعاية الملطفة في مستشفى رويال فيكتوريا في مونتريال. في عام 1987 أنشأ ديكلان والش خدمة الطب التلطيفي في مركز كليفلاند كلينيك للسرطان في ولاية أوهايو والذي توسع لاحقًا ليصبح موقع التدريب لأول زمالة في مجال الرعاية الملطفة السريرية والبحثية بالإضافة إلى أول وحدة علاجية للألم الحاد والرعاية الملطفة في الولايات المتحدة. تطور البرنامج إلى مركز هاري هورفيتز للطب التلطيفي الذي تم تعيينه كمشروع عرض دولي من قبل منظمة الصحة العالمية واعتماده من قبل الجمعية الأوروبية لطب الأورام كمركز متكامل لعلم الأورام والرعاية الملطفة.
وقد ألهم التقدم في الرعاية الملطفة منذ ذلك الحين زيادة كبيرة في برامج الرعاية الملطفة القائمة على المستشفيات. تشمل نتائج البحث البارزة التي تحيل تنفيذ برامج الرعاية الملطفة ما يلي:
- دليل على أن الفرق الاستشارية للرعاية الملطفة في المستشفيات مرتبطة بتوفير كبير في تكاليف المستشفى والنظام الصحي بشكل عام.[24][25]
- دليل على أن خدمات الرعاية الملطفة تزيد من احتمال الوفاة في المنزل وتقلل من عبء الأعراض دون التأثير على حزن مقدم الرعاية بين الغالبية العظمى من الأمريكيين الذين يفضلون الموت في المنزل.[26]
- دليل على أن توفير الرعاية الملطفة مع رعاية الأورام القياسية بين مرضى السرطان المتقدمين يرتبط بمعدلات منخفضة من الاكتئاب، وزيادة جودة الحياة، وزيادة مدة البقاء على قيد الحياة مقارنة بمن يتلقون رعاية الأورام القياسية.[27][28]

أكثر من 90% من المستشفيات الأمريكية التي تحتوي على أكثر من 300 سرير بها فرق رعاية ملطفة، ولكن 17% فقط من المستشفيات الريفية التي بها 50 سريرًا أو أكثر بها فرق رعاية ملطفة. الطب التلطيفي هو تخصص فرعي معتمد للطب في الولايات المتحدة منذ عام 2006. بالإضافة إلى ذلك، في عام 2011 بدأت اللجنة المشتركة برنامج الشهادات المتقدمة للرعاية الملطفة الذي يعترف ببرامج المرضى الداخليين في المستشفى التي توضح الرعاية المتميزة وتعزيز نوعية الحياة للأشخاص الذين يعانون من مرض خطير.

## جوانب الرعاية الملطفة

### تقييم الأعراض
أحد الأساليب المستخدمة في الرعاية الملطفة هو مقياس تقييم أعراض إدمنتون (ESAS)، والذي يتكون من ثمانية مقاييس تناظرية بصرية (VAS) تتراوح من 0 إلى 100 ملم، مما يدل على مستويات الألم والنشاط والغثيان والاكتئاب والقلق والنعاس والشهية والشعور بالرفاه، وأحيانا ضيق في التنفس. تشير الدرجة 0 إلى غياب الأعراض، وتشير الدرجة 10 إلى أسوأ شدة ممكنة. يمكن إكمال الأداة بواسطة المريض، بمساعدة أو بدون مساعدة، أو بواسطة الممرضين والأقارب.
يعمل فريق الرعاية الملطفة في هذا الجانب على تحديد مصادر الألم، ومن ثم تخفيفها من خلال استعمال بعض الأدوية والتي تتراوح ما بين المسكنات البسيطة مثل الأسيتامينوفين (باراسيتامول) والأسبرين والمسكنات الأخرى المضادة للالتهاب، أو المسكنات المتوسطة مثل الكودايين والترامادول وغيرهما، أو المسكنات القوية مثل المورفين والفينتانيل والميثادون والهيدرومورفون وغيرها. وقد تستخدم الأدوية المساعدة حسب طبيعة الألم الذي يعاني منه المريض، وهي ليست مسكنات في حد ذاتها ولكنها تزيد من فعالية المسكنات. ومن هذه الأدوية: الستيرويدات ومضادات الاكتئاب ومضادات الصرع ومرخيات العضلات وغيرها. وهناك وسائل علاجية أخرى، مثل التدخل الجراحي أو الإشعاعي مع أدوية تخفيف الألم.

### رعاية نهاية الحياة
يمكن أن تكون الأدوية المستخدمة في الرعاية الملطفة من الأدوية الشائعة ولكنها تستخدم لمؤشر مختلف بناءً على الممارسات المعمول بها بدرجات متفاوتة من الأدلة. تشمل الأمثلة استخدام الأدوية المضادة للذهان لعلاج الغثيان ومضادات الاختلاج لعلاج الألم والمورفين لعلاج ضيق التنفس. قد تختلف طرق الإعطاء عن الرعاية الحادة أو المزمنة، حيث يفقد العديد من الأشخاص في الرعاية الملطفة القدرة على البلع. الطريقة البديلة الشائعة للإعطاء تحت الجلد، لأنه أقل صدمة وأقل صعوبة في الحفاظ عليه من الأدوية الوريدية. تشمل طرق الإدارة الأخرى تحت اللسان والعضل وعبر الجلد. غالبًا ما تتم إدارة الأدوية في المنزل من خلال دعم الأسرة أو التمريض.
قد تساهم تدخلات الرعاية الملطفة في دور الرعاية في تقليل الانزعاج للمقيمين الذين يعانون من الخرف وتحسين آراء أفراد الأسرة حول جودة الرعاية. ومع ذلك، هناك حاجة إلى أبحاث عالية الجودة لدعم فوائد هذه التدخلات لكبار السن الذين يموتون في هذه المرافق.

### التعامل مع الضيق
بالنسبة للعديد من المرضى، يمكن أن تتسبب رعاية نهاية الحياة في ضائقة عاطفية ونفسية، وهو ما يضاف إلى معاناتهم الكاملة. يمكن لفريق الرعاية الملطفة متعدد التخصصات الذي يتكون من أخصائي الصحة العقلية والأخصائي الاجتماعي والمستشار، فضلاً عن الدعم الروحي مثل الملحق الديني، أن يلعب أدوارًا مهمة في مساعدة الناس وأسرهم على التعامل مع طرق مختلفة مثل الاستشارة والتصور والطرق المعرفية، والعلاج الدوائي والعلاج بالاسترخاء لتلبية احتياجاتهم. يمكن أن تلعب الحيوانات الملطفة دورًا في هذه الفئة الأخيرة.

#### الألم الكامل
في ستينات القرن العشرين، قدم رائد النزل سيسلي سوندرز مصطلح «الألم الكامل» لأول مرة لوصف الطبيعة غير المتجانسة للألم. هذه هي الفكرة القائلة بأن تجربة المريض من الألم الكلي لها جذور مميزة في المجال البدني والنفسي والاجتماعي والروحي ولكنها لا تزال مرتبطة ارتباطًا وثيقًا ببعضها البعض. يمكن أن يساعد تحديد سبب الألم في توجيه الرعاية لبعض المرضى، ويؤثر على جودة حياتهم بشكل عام.

#### الألم الجسدي
يمكن التحكم في الألم الجسدي باستخدام مسكنات الألم طالما أنها لا تعرض المريض لمزيد من المخاطر لتطوير أو زيادة التشخيص الطبي مثل مشاكل القلب أو صعوبة التنفس. يمكن أن يظهر لدى المرضى في نهاية العمر العديد من الأعراض الجسدية التي يمكن أن تسبب ألمًا شديدًا مثل ضيق التنفس والسعال وجفاف الفم والغثيان والقيء والإمساك والحمى والهذيان وإفرازات («حشرجة الموت»).
وتقدم هذه الخدمة بالتعاون مع الأطباء المعالجين في الأقسام المختلفة وباستشارة فريق الرعاية الملطفة. وتقدم الرعاية للمريض:
إما بإدخاله إلى وحدة الرعاية الملطفة بالمستشفى، ويكون ذلك إما عن طريق الطوارئ أو العيادة أو الأقسام الأخرى بالمستشفى أو بالتنسيق مع قسم الرعاية المنزلية. والهدف من هذا الإجراء عادةً هو تقديم العناية الملطفة المكثفة للمريض وذلك للتحكم بشكل أفضل في الأعراض التي يعاني منها، ومن ثم تنسيق عودته إلى منزله عندما يكون ذلك ممكناً.
أو من خلال المتابعة في العيادة الخارجية، حيث يقوم المريض بزيارة العيادة الخارجية في مواعيد محددة وذلك ليتسنى لفريق الرعاية الملطفة متابعة حالته وتزويده بالأدوية اللازمة.
أو من خلال خدمات الرعاية المنزلية، وهنا يقوم فريق من الممرضات ذوات الخبرة إضافة إلى الأخصائي الاجتماعي بزيارة المرضى في منازلهم بشكل منتظم وذلك لمتابعة حالتهم بشكل عام وتقديم المشورة والدعم طبياً واجتماعياً لأفراد الأسرة المشاركين في العناية بالمريض. كما يقوم فريق الرعاية المنزلية بتقييم طريقة استخدام المريض للدواء ومدى استفادته منه.

#### الألم النفسي والاجتماعي
بمجرد التعامل مع الألم الجسدي المباشر، من المهم أن تتذكر أن تكون مقدم رعاية متعاطفًا وموجودًا للاستماع للمرضى وأن تكون موجودًا من أجل المرضى، تُنمّي قدرتهم على تحديد العوامل المؤلمة في حياتهم بخلاف الألم يمكن أن تساعدهم على أن يكونوا أكثر راحة. عندما تٌلبّى احتياجات المرضى، فمن المرجح أن يكونوا منفتحين على فكرة (مستشفى الحالات النهائية) أو العلاجات خارج رعاية الراحة. يسمح إجراء التقييم النفسي الاجتماعي للفريق الطبي بالمساعدة في تسهيل فهم المريض والأسرة الصحي للتكيف والدعم. يمكن أن يساعد هذا التواصل بين الفريق الطبي والمرضى والأسرة في تسهيل المناقشات حول عملية الحفاظ على العلاقات وتعزيزها، وإيجاد معنى في عملية الموت، وتحقيق الشعور بالسيطرة أثناء المواجهة والاستعداد للموت.
وتشمل الرعاية النفسية المساعدة في علاج الاكتئاب والحزن ومشاكل الصحة العقلية والتي قد تحتاج إلى علاج دوائي أو غيره، إضافة إلى مساعدة العائلة بإعطائهم تعليمات حول كيفية إعطاء الدواء، بالإضافة إلى تهيئة المنزل للمريض الذي يعيش فيه، أو من خلال تهيئة بعض الأشخاص المقربين إليه وتدريبهم لمنحه الحب والرعاية والدعم النفسي.

#### الألم الروحي
الروحانية هي عنصر أساسي في الرعاية الملطفة. وفقًا لإرشادات الممارسة الإكلينيكية للرعاية الملطفة عالية الجودة، تعتبر الروحانية "جانبًا ديناميكيًا وجذريًا للإنسانية..." وقد ارتبطت "بتحسين نوعية الحياة للمصابين بأمراض مزمنة وخطيرة. يمكن أن تؤثر المعتقدات والممارسات الروحية على تصورات الألم والضيق، فضلاً عن جودة الحياة بين مرضى السرطان المتقدمين.
ويجب على من يوفّر الرعاية الملطفة توفير الاحتياجات الدينية، ويشمل ذلك دعم، ونصح رجال الدين للشخص نفسه أو عائلته، أو من خلال سد الثغرات التي بداخلهم إذا كانوا بحاجة لذلك. وضرورة الإنصات الانتباه إلى احتياجات الشخص الروحية والعمل على تحقيقها، وهذا يمكن أن يكون يسيراً من خلال السماح بزيارات للعائلة والأصدقاء، أو قضاء بعض الوقت في الاستماع إلى المريض أو أسرته عند سردهم لمعاناتهم الجسدية أو النفسية.

## الرعاية الملطفة للأطفال
الرعاية الملطفة للأطفال هي رعاية طبية متخصصة تتمحور حول الأسرة للأطفال الذين يعانون من أمراض خطيرة تركز على تخفيف المعاناة الجسدية والعاطفية والنفسية الاجتماعية والروحية المرتبطة بالمرض لتحسين جودة الحياة في نهاية المطاف.
يتلقى ممارسو الرعاية الملطفة للأطفال تدريبًا متخصصًا على المهارات التي تركز على الأسرة، والمهارات التنموية المناسبة للعمر في التواصل وتسهيل اتخاذ القرار المشترك؛ تقييم وإدارة الألم والأعراض المؤلمة؛ المعرفة المتقدمة في تنسيق الرعاية من الفرق الطبية متعددة التخصصات؛ الإحالة إلى المستشفى والموارد المتنقلة المتاحة للمرضى والأسر؛ والدعم النفسي للأطفال والأسر من خلال المرض والفجيعة.

### تقييم الأعراض وإدارة الأطفال
كما هو الحال مع الرعاية الملطفة للبالغين، يعد تقييم الأعراض وإدارتها مكونًا مهمًا في الرعاية الملطفة للأطفال حيث أنه يحسن نوعية الحياة، ويعطي الأطفال والعائلات إحساسًا بالسيطرة، ويطيل الحياة في بعض الحالات. النهج العام لتقييم وإدارة الأعراض المؤلمة عند الأطفال من قبل فريق الرعاية الملطفة هو كما يلي:
- تحديد وتقييم الأعراض من خلال أخذ التاريخ (مع التركيز على الموقع والجودة والدورة الزمنية، بالإضافة إلى تفاقم المحفزات وتخفيفها). يعتبر تقييم الأعراض عند الأطفال تحديًا فريدًا بسبب حواجز التواصل اعتمادًا على قدرة الطفل على تحديد الأعراض والتواصل بشأنها. وبالتالي، يجب على كل من الطفل ومقدمي الرعاية تقديم التاريخ السريري. مع هذا يمكن للأطفال الذين لا تتجاوز أعمارهم أربع سنوات الإشارة إلى مكان وشدة الألم من خلال تقنيات رسم الخرائط البصرية والاستعارات.[46]
- إجراء فحص جسمي شامل للطفل. اهتمام خاص بالاستجابة السلوكية للطفل لمكونات الفحص، خاصة فيما يتعلق بالمحفزات المؤلمة المحتملة. هناك خرافة شائعة مفادها أن الأطفال وحديثي الولادة لا يعانون من الألم بسبب مسارات الألم غير الناضجة، لكن الأبحاث تظهر أن إدراك الألم في هذه الفئات العمرية يساوي أو أكبر من ما هو لدى البالغين.[47][48] مع هذا، فإن بعض الأطفال الذين يعانون من آلام لا تطاق تظهر مع «القصور الذاتي الحركي»، وهي ظاهرة يعاني فيها الطفل المصاب بألم مزمن شديد من السلوك أو الاكتئاب.[49] يظهر هؤلاء المرضى استجابات سلوكية تتوافق مع مسكنات الألم عند معايرتها مع المورفين. أخيرًا، نظرًا لأن الأطفال يستجيبون بشكل سلمي للألم بشكل غير نمطي، لا ينبغي افتراض أن الطفل الذي يلعب أو ينام بدون ألم.[18]
- تحديد مكان العلاج (المستشفى المحلي، وحدة العناية المركزة، المنزل، مستشفى الحالات النهائية، إلخ.).
- توقع الأعراض استنادًا إلى مسار المرض النموذجي للتشخيص المفترض.
- تقديم خيارات العلاج للعائلة بشكل استباقي، بناءً على خيارات الرعاية والموارد المتاحة في كل من إعدادات الرعاية المذكورة أعلاه. يجب أن يستتبع التضمين الإداري تحولات إعدادات الرعاية الملطفة لتوفير استمرارية سلسة لتقديم الخدمة عبر إعدادات الصحة والتعليم والرعاية الاجتماعية.
- التفكير في كل من طرق العلاج الدوائية وغير الدوائية (التعليم ودعم الصحة العقلية، وإدارة العبوات الساخنة والباردة، والتدليك، والعلاج باللعب، والعلاج بتشتيت الانتباه والعلاج بالتنويم المغناطيسي، والعلاج الطبيعي، والعلاج المهني، والعلاجات التكميلية) عند معالجة الأعراض المؤلمة. الرعاية المتواصلة هي ممارسة إضافية يمكن أن تساعد بشكل أكبر في تخفيف الألم البدني والعقلي للطفل وأسرته. من خلال السماح لمقدمي الرعاية بالقيام بذلك من قبل أفراد مؤهلين آخرين، فإنه يسمح لوقت الأسرة بالراحة وتجديد أنفسهم[50]
- تقييم كيفية إدراك الطفل لأعراضه (بناءً على وجهات النظر الشخصية) لإنشاء خطط رعاية فردية.
- بعد تنفيذ التدخلات العلاجية، إشراك كل من الطفل والأسرة في إعادة تقييم الأعراض.

الأعراض الأكثر شيوعًا لدى الأطفال المصابين بمرض مزمن شديد مناسبة لاستشارة الرعاية الملطفة هي الضعف والتعب والألم وقلة الشهية وفقدان الوزن والإثارة وقلة الحركة وضيق التنفس والغثيان والقيء والإمساك والحزن أو الاكتئاب والنعاس وصعوبة في النطق والصداع والإفرازات الزائدة وفقر الدم ومشاكل منطقة الضغط والقلق والحمى وقروح الفم. تشمل أعراض نهاية الحياة الأكثر شيوعًا لدى الأطفال ضيق التنفس والسعال والتعب والألم والغثيان والقيء والإثارة والقلق وضعف التركيز والآفات الجلدية وتورم الأطراف والتشنجات وضعف الشهية وصعوبة التغذية والإسهال. في الأطفال الأكبر سنا الذين يعانون من مظاهر عصبية للمرض، هناك عبء كبير من القلق والاكتئاب يرتبط بتطور المرض وزيادة الإعاقة وزيادة الاعتماد على مقدمي الرعاية. من منظور مقدم الرعاية، تجد العائلات تغيرات في السلوك، والألم المبلغ عنه، وقلة الشهية، وتغيرات في المظهر، والتحدث إلى الله أو الملائكة، وتغيرات التنفس، والضعف، والإرهاق لتكون أكثر الأعراض المحزنة التي يمكن مشاهدتها في أحبائهم.
كما نوقش أعلاه، في مجال الطب التلطيفي للبالغين، غالبًا ما يستخدم أدوات تقييم الأعراض التي تم التحقق من صحتها من قبل مقدمي الخدمات، ولكن هذه الأدوات تفتقر إلى الجوانب الأساسية لتجربة أعراض الأطفال. داخل طب الأطفال، لا يوجد تقييم شامل للأعراض يستخدم على نطاق واسع. هناك عدد قليل من أدوات تقييم الأعراض التي تمت تجربتها بين الأطفال الأكبر سنًا الذين يتلقون رعاية ملطفة تشمل مقياس أعراض الاضطراب، ومقياس تقييم الأعراض التذكارية، ومخترعي سرطان الأطفال. تعتبر اعتبارات جودة الحياة في طب الأطفال فريدة ومكون مهم لتقييم الأعراض. جرد سرطان حياة الأطفال -32 (PCQL-32) هو تقرير موحد للوالدين عن الوالدين يقيم الأعراض المرتبطة بعلاج السرطان (يركز بشكل رئيسي على الألم والغثيان). ولكن مرة أخرى، لا تقوم هذه الأداة بتقييم شامل لجميع الملطفات هي أعراض الأعراض. نادرًا ما يتم استخدام أدوات تقييم الأعراض للفئات العمرية الأصغر سنًا نظرًا لأنها ذات قيمة محدودة، خاصة للرضع والأطفال الصغار الذين ليسوا في مرحلة النمو حيث يمكنهم التعبير عن الأعراض.

### التواصل مع الأطفال والعائلات
في مجال الرعاية الطبية للأطفال، يتم تكليف فريق الرعاية الملطفة بتسهيل التواصل الذي يركز على الأسرة والطفل، بالإضافة إلى الفرق الطبية متعددة التخصصات لرعاية الأطفال لتوجيه الإدارة الطبية المنسقة وجودة حياة الطفل. إستراتيجيات الاتصال معقدة حيث يجب على ممارسي الرعاية الملطفة للأطفال تسهيل الفهم المشترك وتوافق الآراء لأهداف الرعاية والعلاجات المتاحة للطفل المريض بين فرق طبية متعددة لديها غالبًا مجالات مختلفة من الخبرة. بالإضافة إلى ذلك، يجب على ممارسي الرعاية الملطفة للأطفال تقييم كل من الطفل المريض وعائلته للمرض المعقد وخيارات الرعاية، وتوفير تعليم يمكن الوصول إليه، ومدروس لمعالجة الفجوات المعرفية والسماح باتخاذ قرارات مستنيرة. وأخيرًا، يقوم الممارسون بدعم الأطفال والأسر في الاستفسارات والضيق العاطفي، واتخاذ القرار الناتج عن مرض الطفل.

## المجتمع

### التكاليف والتمويل
يختلف تمويل خدمات رعاية المسكنات والرعاية الملطفة. في المملكة المتحدة والعديد من البلدان الأخرى، تُقَدَّمُ جميع خدمات الرعاية الملطفة مجانًا، إما من خلال الخدمة الصحية الوطنية أو من خلال الجمعيات الخيرية التي تعمل بالشراكة مع الخدمات الصحية المحلية. تُدْفعُ تكاليف خدمات الرعاية الملطفة في الولايات المتحدة عن طريق العمل الخيري، أو آليات الخدمة مقابل رسوم، أو من الدعم المباشر في المستشفى بينما يتم توفير رعاية المستشفيات كمزايا الرعاية الطبية.

### الشهادات والتدريب على الخدمات
في معظم البلدان، يُوَفِّرُ خدمة رعاية المسنين والرعاية الملطفة فريقٌ متعدد التخصصات يتكون من الأطباء والصيادلة والممرضين ومساعدي التمريض والأخصائيين الاجتماعيين والملحق الديني ومقدمي الرعاية. في بعض البلدان، قد يشتمل الفريق على أعضاء إضافيين مثل مساعدي التمريض مساعدين ومساعدين للرعاية الصحية المنزلية، بالإضافة إلى متطوعين من المجتمع (غير مدربين إلى حد كبير ولكن بعضهم من العاملين الطبيين المهرة)، وخدم المنازل. في الولايات المتحدة، إُنشأَ التخصص للتهدئة والطب التلطيفي في عام 2006 لتقديم الخبرة في رعاية الأشخاص الذين يعانون من أمراض تحد من الحياة، أو أمراض متقدمة، أو إصابات كارثية؛ تخفيف الأعراض المؤلمة؛ تنسيق الرعاية متعددة التخصصات في بيئات متنوعة؛ استخدام أنظمة الرعاية المتخصصة بما في ذلك مستشفى الحالات النهائية. إدارة المريض الذي قد يكون على وشك الموت؛ واتخاذ القرار القانوني والأخلاقي في رعاية نهاية الحياة.
يعتبر مقدم الرعاية، سواء من العائلة أو من المتطوعين، حاسمًا لنظام الرعاية الملطفة. غالبًا ما يشكل مقدمو الرعاية والأشخاص الذين يخضعون للعلاج صداقات دائمة على مدار فترة الرعاية. ونتيجة لذلك، قد يجد مقدمو الرعاية أنفسهم تحت ضغط نفسي وعاطفي شديد. فرص راحة مقدم الرعاية هي بعض من الخدمات التي تقدمها المستشفيات لتعزيز رفاهية مقدم الرعاية. قد تستمر الراحة لبضع ساعات حتى عدة أيام (يحصل مقدّم الرعاية على الراحة عن طريق وضع الشخص الأساسي الذي يعتني به في دار رعاية أو وحدة رعاية المرضى المقيمين لعدة أيام).
في الولايات المتحدة، كانت شهادة البورد للأطباء في الرعاية الملطفة من خلال البورد الأمريكي لطب المستشفيات والطب التلطيفي. في الآونة الأخيرة تغير الإجراء المعتمد، بإضافة مجالات وفقرات إضافية. بالإضافة إلى ذلك، فإن شهادة البورد متاحة لأطباء تقويم العظام (DO) في الولايات المتحدة من خلال أربعة لوحات تخصص طبية من خلال مكتب جمعية أخصائي الطب التقويمي العظمي في الولايات المتحدة الأمريكية. يوفر أكثر من 50 برنامج زمالة تدريبًا تخصصيًا من عام إلى عامين بعد الإقامة الأولية. كانت الرعاية الملطفة في بريطانيا تخصصًا كاملاً في الطب منذ عام 1989، ويخضع التدريب لنفس اللوائح من خلال الكلية الملكية للأطباء كما هو الحال مع أي تخصص طبي آخر. يمكن للممرضات، في الولايات المتحدة وعلى المستوى الدولي، الحصول على قروض التعليم المستمر من خلال الدورات التدريبية الخاصة بالرعاية الملطفة، مثل تلك التي يقدمها اتحاد تعليم تمريض نهاية الحياة.
في مركز الهند تاتا التذكاري، بدأت مومباي دورة الأطباء في الطب التلطيفي لأول مرة في البلاد منذ عام 2012.

### التباين الإقليمي في الخدمات
في الولايات المتحدة، يمثل مستشفى الحالات النهائية والرعاية الملطفة جانبين مختلفين من الرعاية بفلسفة مماثلة، ولكن مع أنظمة دفع مختلفة وموقع الخدمات. غالبًا ما يكون تقديم خدمات الرعاية الملطفة في مستشفيات الرعاية الحادة المنظمة حول خدمة استشارية متعددة التخصصات، مع أو بدون وحدة رعاية ملطفة حادة للمرضى الداخليين. يمكن أيضًا توفير الرعاية الملطفة في منزل الشخص المحتضر كبرنامج «جسر» بين خدمات الرعاية المنزلية التقليدية في الولايات المتحدة ورعاية المرضى أو يكون توفيرها في مرافق الرعاية طويلة الأجل. على النقيض من أكثر من 80% من رعاية المسنين في الولايات المتحدة يكون توفيرها في المنزل مع توفير الباقي للأشخاص في مرافق الرعاية طويلة الأجل أو في مرافق الإقامة المستقلة الخاصة بالمستشفيات. يُنظر إلى مستشفى الحالات النهائية في المملكة المتحدة على أنها جزء من تخصص الرعاية الملطفة وليس هناك تمييز بين «مستشفى الحالات النهائية» و«الرعاية الملطفة».
تقدم خدمات الرعاية الملطفة في المملكة المتحدة رعاية المرضى الداخليين والرعاية المنزلية والرعاية النهارية وخدمات العيادات الخارجية والعمل في شراكة وثيقة مع الخدمات الرئيسية. غالبًا ما تحتوي المستشفيات على مجموعة كاملة من الخدمات والمهنيين للأطفال والبالغين. في عام 2015، كان تصنيف الرعاية الملطفة في المملكة المتحدة على أنها الأفضل في العالم «بسبب السياسات الوطنية الشاملة، والاندماج الواسع للرعاية الملطفة في خدمة الصحة الوطنية، ووجود حركة قوية لمستشفى الحالات النهائية، وإشراك المجتمع بشأن هذه القضية.»

### قبول
ازداد التركيز على جودة حياة الشخص بشكل كبير منذ التسعينات. في الولايات المتحدة اليوم، تقدم 55% من المستشفيات التي تحتوي على أكثر من 100 سرير برنامج رعاية ملطفة، وما يقرب من (1 من كل 5) خُمْس المستشفيات المجتمعية لديها برامج رعاية ملطفة. التطور الأخير نسبيًا هو فريق الرعاية الملطفة، وهو فريق رعاية صحية مخصص وموجه بالكامل نحو العلاج التلطيفي.
لا يتلقى الأطباء الذين يمارسون الرعاية الملطفة دائمًا الدعم من الأشخاص الذين يعالجونهم، أو أفراد الأسرة، أو أخصائيي الرعاية الصحية أو أقرانهم الاجتماعيين. أفاد أكثر من نصف الأطباء في أحد الاستطلاعات بأن لديهم تجربة واحدة على الأقل حيث وصف أفراد أسرة المريض أو طبيب آخر أو أخصائي رعاية صحية آخر عملهم بأنه «القتل الرحيم» خلال السنوات الخمس الماضية. وقد تلقى رُبْعهم تعليقات مماثلة من أصدقائهم أو أفراد أُسَرِهم، أو من مريض.
على الرغم من التقدم الكبير المُنجز لزيادة الوصول إلى الرعاية الملطفة داخل الولايات المتحدة وبلدان أخرى أيضًا، فإن العديد من البلدان لم تعتبر الرعاية الملطفة مشكلة صحية عامة، وبالتالي، لا تدرجها في جدول أعمال الصحة العامة. تلعب الموارد والمواقف الثقافية أدوارًا مهمة في قبول وتنفيذ الرعاية الملطفة في أجندة الرعاية الصحية.
يوفر المنشور الرسمي لكلية أطباء الأسرة في كندا مقالًا حول الوصمة حول الرعاية الملطفة للمرضى. في هذه المقالة، تنص على أن العديد من المرضى الذين يعانون من آلام مزمنة يعاملون كمدمنين للمواد الأفيونية. يمكن للمرضى بناء تحمل للأدوية وعليهم أن يأخذوا المزيد والمزيد لإدارة آلامهم. لا تظهر أعراض مرضى الألم المزمن في عمليات المسح، لذلك يجب على الطبيب أن يفقد الثقة بمفرده. هذا هو السبب في أن البعض ينتظر لاستشارة طبيبهم ويتحملون أحيانًا سنوات من الألم قبل طلب المساعدة.

### وسائل الإعلام الشعبية
الرعاية الملطفة كانت موضوع الفيلم الوثائقي القصير المرشح لجائزة الأوسكار (فيلم قصير من إنتاج نتفليكس)، لعبة النهاية للمخرجين روب إيبستين وجيفري فريدمان حول المرضى الذين يعانون من أمراض نهائية في مستشفى سان فرانسيسكو ويتميز بعمل طبيب الرعاية الملطفة، بروس ميللر. والفيلم من إنتاج ستيفن أنغيرليدير وديفيد أوليتش وشوشانا أنغرليدر.